# Trubia
Trubia ist ein Parroquia und ein gleichnamiges Dorf in der Autonomen Gemeinschaft Asturien, das sich circa zwölf Kilometer westlich von Oviedo befindet.

## Geographie
Neben Trubia, dem Hauptort, in dem rund zwei Drittel der Einwohner leben, gibt es eine Reihe kleiner Siedlungen, die sich einige Kilometer entfernt in umliegenden Tälern befinden. Westlich des Hauptorts befindet sich ein nicht ganz siedlungsfreies Naturreservat, in dem Menschen unter strengen Bedingungen leben können. Hierbei handelt es sich um ein Experiment der UNESCO, bei dem herausgefunden werden soll, ob ein Zusammenleben zwischen Menschen und bedrohten Tierarten möglich ist, ohne dass deren Bestand weiter rückläufig wird. Trubia grenzt an ein Braunbärenreservat, in dem der größte Teil der letzten kantabrischen Braunbären leben. Der Hauptort ist Ende des Trubia-Tales, wo der gleichnamige Fluss Trubia in den größeren Fluss Nalón mündet.

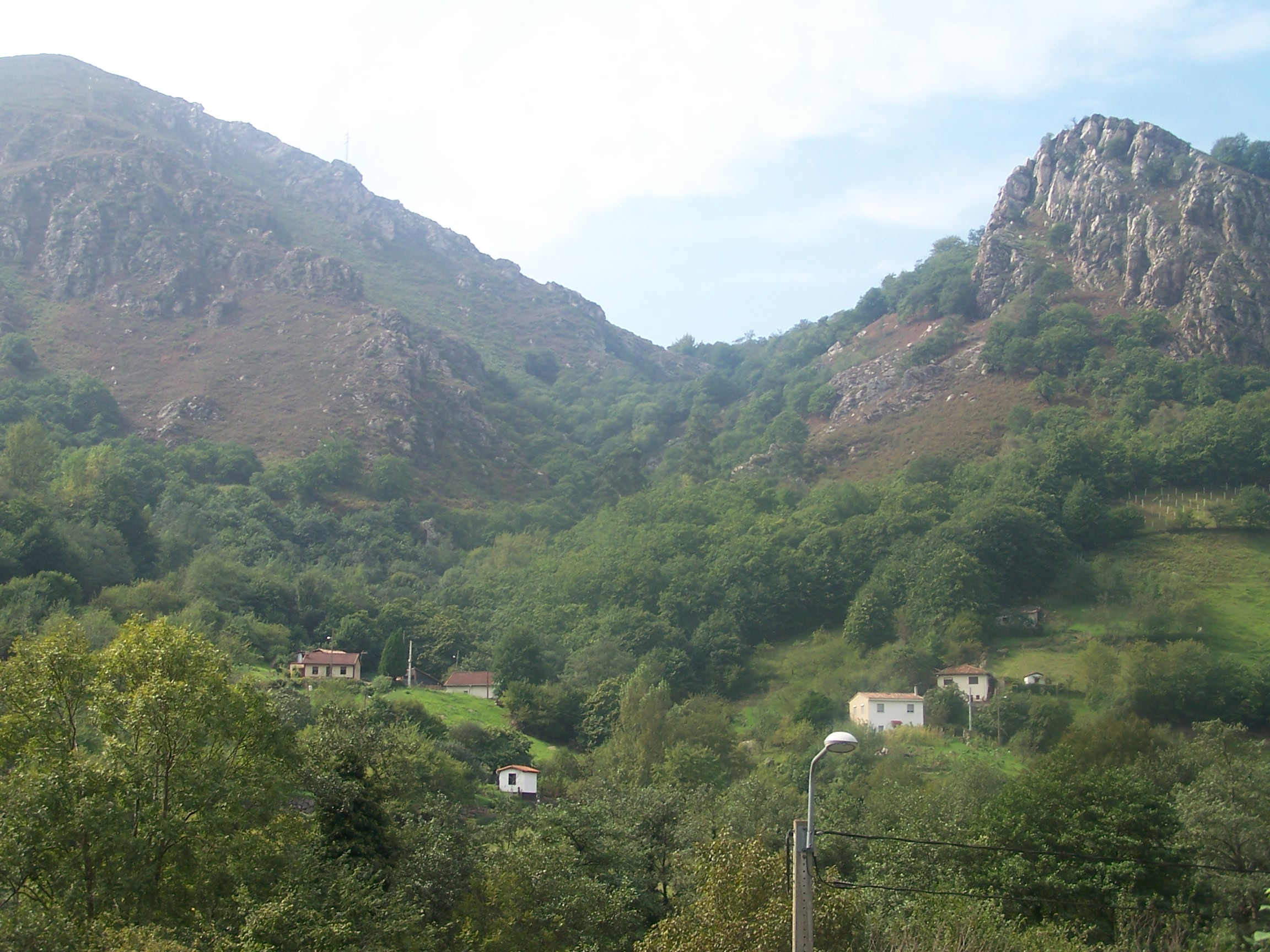
Dünn besiedelte Landschaft im Trubia-Tal

## Infrastruktur
Trubia ist an das Eisenbahnnetz der RENFE, ehemals FEVE, angeschlossen und liegt an der Strecke von Collanzo nach San Esteban. Eine Stichstrecke verbindet Trubia mit Oviedo. Hierbei handelt es sich um eine ehemalige Strecke der Staatsbahn RENFE, die zur Anbindung eines entfernten Bergwerks diente. Der Abschnitt zwischen Trubia und Oviedo wurde von der RENFE übernommen, auf Schmalspur umgebaut und elektrifiziert. Der übrige Abschnitt wurde abgebaut und in einen Radweg umgewandelt. Trubia ist an das Stadtbusnetz von Oviedo angebunden.

## Wirtschaft
Trotz der geringen Einwohnerzahl gibt es in Trubia einige Fabriken aus verschiedenen Industriezweigen. Die Landwirtschaft konzentriert sich auf den Ackerbau.